# Мечеть Малинди
Мечеть Малинди (араб. مسجد مالیندی‎, англ. Malindi Mosque) — мечеть, расположенная в Каменном городе на острове Занзибар в Танзании.

## Описание
Мечеть Малинди была построена мусульманами-суннитами в XV веке в городе Занзибар, недалеко от порта. Считается одной из старейших мечетей на Занзибаре.
Мечеть имеет некоторые необычные архитектурные особенности, включая минарет в форме конуса (один из трех минаретов этой формы в Восточной Африке) и квадратную платформу.